# Трофимова Тетяна Гаврилівна
Тетяна Гаврилівна Трофимова (1951, тепер Російська Федерація) — радянська діячка, новатор виробництва, оператор Ново-Уфимського нафтопереробного заводу Башкирської АРСР. Член Центральної Ревізійної Комісії КПРС у 1986—1990 роках.

## Життєпис
У 1969—1973 роках — оператор цеху Уфимського нафтопереробного заводу імені ХХІІ з'їзду КПРС Башкирської АРСР.
У 1973—1975 роках — лаборант Всесоюзного науково-дослідного інституту хімічних засобів захисту рослин. У 1975—1976 роках — лаборант Всесоюзного науково-дослідного інституту нафтохімічних виробництв.
У 1976—1987 роках — оператор Ново-Уфимського нафтопереробного заводу Башкирської АРСР.
У 1978 році закінчила Уфимський нафтовий технікум.
Член КПРС з 1980 року.
З 1987 року — майстер виробничого навчання середнього професійно-технічного училища № 50 при Уфимському нафтопереробному заводі імені ХХІІ з'їзду КПРС Башкирської АРСР.
Потім — на пенсії.

## Нагороди і звання
- орден «Знак Пошани»
- медалі